# Risc de liquiditat
El risc de liquiditat és un risc financer que consisteix en el fet que durant un període més o menys llarg de temps, un determinat actiu financer, valor o mercaderia no es pot negociar amb la suficient rapidesa al mercat sense afectar el seu preu del mercat.

## Tipus
Liquiditat del mercat: en aquest tipus de risc de liquiditat, un actiu no es pot vendre a causa de la manca de liquiditat del mercat.
Liquiditat del finançament: en aquest tipus de risc, el risc és que els passius:
- No es puguin satisfer quan es venguin; o
- Només es puguin satisfer a un preu poc econòmic[1]

## Causes
El risc de liquiditat és un risc financer. Sorgeix en situacions en què una part interessada a negociar un actiu no pot fer-ho perquè ningú al mercat vol operar per aquest actiu.
L'existència del risc de liquiditat no vol dir que el preu sigui zero. En cas de caiguda del preu d'un actiu a zero, el mercat està dient que l'actiu no té valor. En canvi, si una part no pot trobar una altra part interessada a negociar l'actiu, això pot ser només un problema dels participants del mercat per trobar-se entre ells, cosa que acostuma a succeir més en mercats amb baix volum de negoci.
Una entitat pot perdre liquiditat si la seva qualificació creditícia baixa, si experimenta sortides d'efectiu inesperades, o succeeix algun altre esdeveniment que fa que les contraparts evitin negociar amb l'entitat o concedir-li préstecs. També està exposada al risc de liquiditat si els mercats dels quals depèn estan subjectes a una pèrdua de liquiditat.
Els riscos de liquiditat del mercat i de finançament es compliquen mútuament quan és difícil vendre, quan altres inversors s'enfronten a problemes de finançament i és difícil aconseguir finançament quan la garantia és difícil de vendre.Si una organització comercial té una posició en un actiu il·líquid, la seva capacitat limitada de liquidar aquesta posició a curt termini augmentarà el seu risc de mercat.
Una posició es pot cobrir contra el risc de mercat però encara comporta un risc de liquiditat.
En conseqüència, s'ha de gestionar el risc de liquiditat a més dels de mercat, de crèdit i altres. A causa de la seva tendència a augmentar altres riscos, és difícil o impossible aïllar el risc de liquiditat. En totes les circumstàncies, excepte en la més senzilla, no existeixen mètriques exhaustives del risc de liquiditat. Es poden aplicar determinades tècniques de gestió d'actius i passius per avaluar el risc de liquiditat. Una prova senzilla del risc de liquiditat és mirar els fluxos d'efectiu nets futurs dia a dia. Qualsevol dia que tingui un flux d'efectiu net negatiu important és preocupant. Aquesta anàlisi es pot complementar amb proves d'estrès. Mireu els fluxos d'efectiu nets en el dia a dia assumint que una contrapart important falla.

## Preus
En general, com més gran sigui el risc de liquiditat del mercat d'un actiu, més gran serà el rendiment requerit pels inversors. Per tant, el preu al qual estaran disposats a pagar per l'actiu seran menors. D'altra banda, els inversors que són més adversos al risc requeriran un rendiment esperat més alt com a compensació pel risc de liquiditat que aquells inversors que són més propensos al risc i, per tant, els primers estaran disposats a pagar un preu més baix per l'actiu que el que estaran disposats a pagar aquests últims.